# サントメ・プリンシペの国章
サントメ・プリンシペの国章（サントメ・プリンシペのこくしょう）は、サントメ・プリンシペ民主共和国憲法第14条によって1975年に制定された紋章。
金色または黄色の盾形の上に椰子の木が描かれ、その上に銀色または灰色の同じ形で重ねられた青い五芒星が描かれている。盾の両側にはハヤブサと鸚鵡が描かれ、両者の頭部の間に引かれたリボンに国の名称がポルトガル語で"República Democrática de São Tomé e Príncipe"（サントメ・プリンシペ民主共和国）と書かれている。また、両者の脚部の間にもリボンが引かれ、国の標語がポルトガル語で"Unidade, Disciplines, Trabalho"（統一、統制、労働）と書かれている。

## これまでの紋章

1935年から1951年までポルトガル植民地時代の大紋章
1951年から1975年までポルトガル植民地時代の大紋章
1935年から1975年までポルトガル植民地時代の小紋章